# Triángulo Minero
El Triángulo Minero (en portugués: Triângulo Mineiro) es una de las diez regiones de planificación del estado de Minas Gerais, en el sudeste de Brasil. 
Sus principales ciudades son Uberlândia, Uberaba, Araguari, Araxá, Ituiutaba y Patos de Minas, donde se concentran funciones administrativas de carácter público y gubernamental.

## Historia
La población permanente en la región fue establecida en 1743, después de las expediciones bandeirantes que se adentraron en el interior de Brasil. Este proceso fue motivado por la agotada minería de oro en Vila Rica, lo que llevó a la búsqueda de nuevas tierras.
En el siglo XIX, la región experimentó la llegada de migrantes interesados en los recursos naturales y las condiciones propicias para el cultivo de café y la ganadería. Hacia el final del siglo, la introducción de razas de ganado adaptadas a la zona sustituyó a las razas europeas. La construcción de líneas ferroviarias en las últimas décadas del siglo XIX facilitó el transporte de productos y el desarrollo económico de la región, lo que contribuyó al crecimiento del sector logístico en el siglo XX.

## Geografía
La geografía del Triángulo Mineiro se define por la presencia de cuencas hidrográficas formadas por los ríos Grande y Paranaíba, que son afluentes del río Paraná. Su relieve se caracteriza por planaltos, sierras y chapadas, formaciones geológicas que datan del período Maastrichtiano, todas ellas situadas dentro de la cuenca sedimentaria del Paraná.

## Demografía

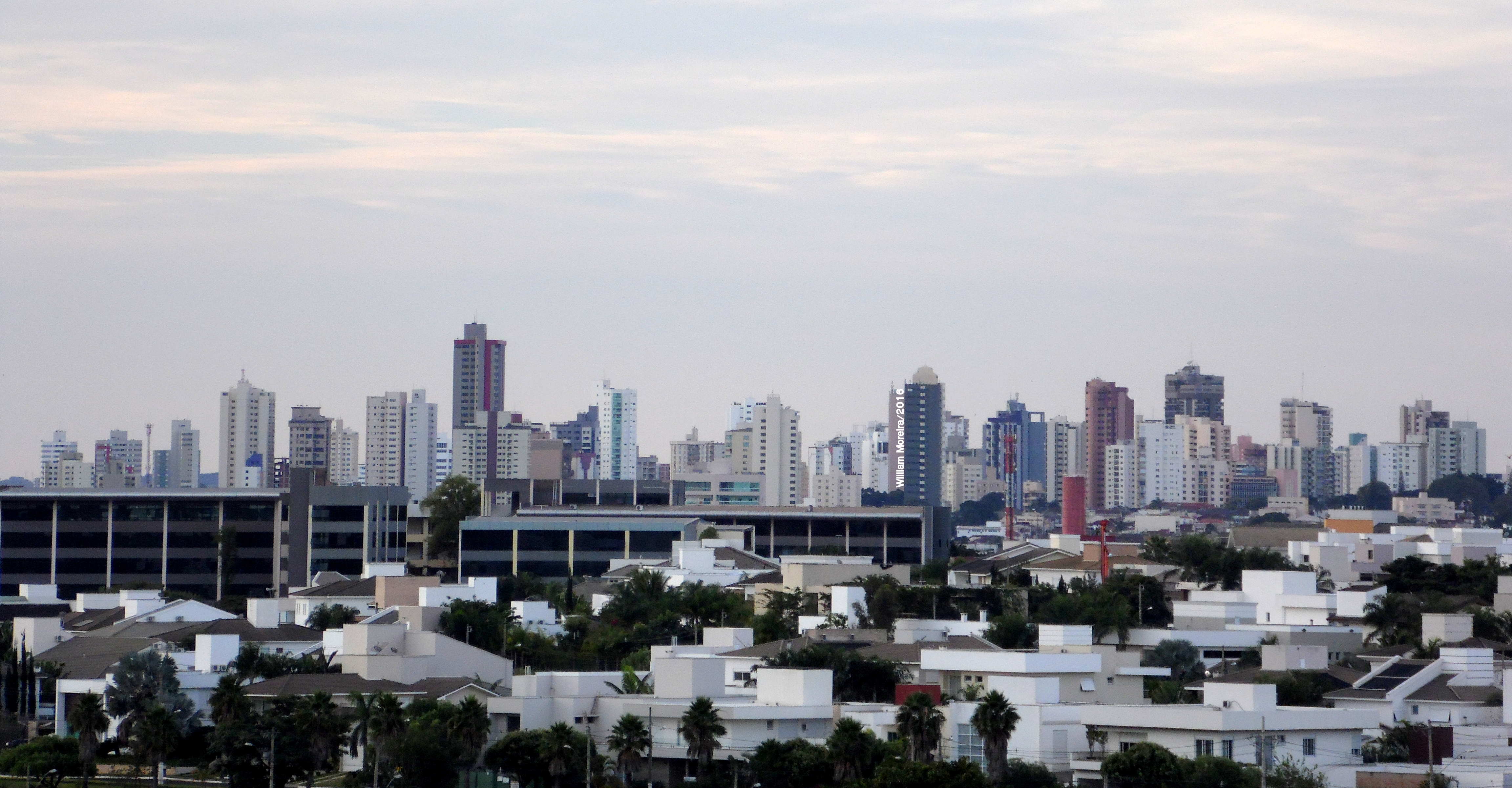
Uberlândia es la ciudad más poblada del Triángulo Minero y la segunda más poblada del estado de Minas Gerais

Según datos del censo de 2022, la región del Triángulo Mineiro está formada por 66 municipios, con una población total de 2.414.917 habitantes. Cinco de esos municipios superan los 100 mil habitantes, y uno de ellos tiene más de 500 mil, sin que se identifiquen procesos de conurbación.

## Economía
Agricultura: La producción agrícola regional incluye soja, maíz, caña de azúcar, café, algodón y frijol, distribuida entre diversos municipios. La ganadería abarca producción lechera, carne bovina, aves y cerdos. 
Industria: La región cuenta con un perfil industrial diversificado, con presencia de infraestructura en logística, manufactura e industrias químicas, principalmente en Uberlândia y Uberaba. En Araxá se localizan actividades de minería y metalurgia, incluyendo la explotación de niobio. Las cadenas de producción agroindustrial abarcan alimentos, energía y productos agrícolas, con presencia en Araguari, Ituiutaba y Patos de Minas. En Patos de Minas y Uberaba se identifican iniciativas relacionadas con el mejoramiento genético en la cría de animales.
Comercio: Uberlândia funciona como un centro regional de logística y servicios. Ciudades como Uberaba, Patos de Minas e Ituiutaba presentan actividad comercial significativa. Hasta 2020, el Triángulo Minero concentraba alrededor del 12 % del Producto Interno Bruto del estado de Minas Gerais.
Turismo: Se caracteriza por la presencia de turismo rural y religioso. En Araxá se desarrollan actividades vinculadas al turismo de aventura y al termalismo. Sacramento conserva estructuras coloniales y está integrada al parque nacional de la Sierra de la Canastra. Uberaba incluye el distrito de Peirópolis, con relevancia en los ámbitos científico y paleontológico.

## Educacíon
En el Triángulo Mineiro, las ciudades disponen de centros educativos públicos en los niveles inicial, primario, secundario, especial y técnico. Las principales universidades e institutos terciarios se encuentran en Uberlândia, Uberaba, Araguari y Patos de Minas, y reciben estudiantes de la región y otras partes del país.
La Universidad Federal de Uberlândia y la Universidad Federal del Triángulo Mineiro (UFTM) son las instituciones de educación superior más destacadas en la región, incluso en áreas como salud y educación. El Instituto Federal del Triángulo Mineiro (IFTM) también tiene presencia en diversas ciudades, ofreciendo formación técnica y superior en múltiples disciplinas.

## Cultura
En la región tienen lugar celebraciones religiosas de origen católico, como las romerías tradicionales desde el siglo XIX, y eventos de tipo museológico relacionados con el espiritismo. Las actividades rurales, como rodeos y cabalgatas, son parte del calendario cultural local. La gastronomía regional, influenciada por las tradiciones europeas, indígenas y africanas, se presenta en festivales dedicados a productos típicos como el café, la cachaza y el queso.
Los eventos agropecuarios más importantes se realizan anualmente, combinando actividades de entretenimiento y intercambio comercial. Entre los principales se encuentran la Expozebu en Uberaba, la Feniub en Uberlândia, la Fenicafé en Araguari, la Expopec en Ituiutaba y la Fenamilho en Patos de Minas.

## Deportes
Entre los clubes de fútbol de la región se encuentran Uberlândia Esporte Clube, Uberaba Sport Club y Boa Esporte Clube. El estadio municipal Parque do Sabiá, en Uberlândia, se destaca por su capacidad y uso en competiciones oficiales. En el ámbito del voleibol, el equipo Dentil/Praia Clube representa a la ciudad en torneos nacionales. Araxá es una de las sedes de la Copa Internacional de Mountain Bike (CIMTB), y en Uberlândia se realizan pruebas de atletismo como la Maratona Nilson Lima, que reúne a más de mil participantes y forma parte del calendario deportivo regional.

## Transportes
El sistema de transporte vial del Triángulo Mineiro incluye vías regionales e interestatales. La BR-050, una vía federal, conecta la región con la ciudad de São Paulo y con la capital federal, Brasilia, atravesando los municipios de Uberaba, Uberlândia y Araguari, siendo la única ruta duplicada en la región. La BR-262 enlaza con Belo Horizonte, capital del estado, mientras que las carreteras BR-354, BR-365 y BR-452 ofrecen conexiones regionales e intermunicipales, pasando por municipios como Araxá, Patos de Minas e Ituiutaba, pero sin tramos duplicados.
El transporte ferroviario es operado por Ferrovia Centro-Atlântica, centrado en el movimiento de carga, especialmente productos agrícolas y minerales, mediante infraestructura heredada de la red nacional. Terminales logísticos en Uberaba (TIUB) y Araguari (TIA) forman parte del corredor hacia el Puerto de Santos.
La red aeroportuaria regional incluye aeropuertos en Uberlândia, Uberaba, Patos de Minas y Araxá, con operaciones comerciales y logísticas de carácter nacional y regional. En 2022, el consorcio Aena Internacional tomó a cargo la gestión de los terminales en Uberaba y Uberlândia.